# Епоха честі
«Епоха честі» (пол. Czas honoru) — польський військовий серіал, розповідає історію групи польських підпільників під час Другої світової війни. Українською всі сезони серіалу (1-6 сезони) озвучено студією «Кіт» та транслювалися на телеканалах UA:Перший, та ATR.

## Сюжет
Вони були молоді, повні енергії, ентузіазму і віри. Красиво жили і красиво загинули — з честю і гідністю. Саме про таких людей розповідає серіал «Епоха честі», в основі якого лежить реальний і доволі маловідомий період історії польського руху опору під час Другої світової війни.
Навесні 1941 року група навчених в Англії польських солдатів, яких у той час називали «тихотемними», була перекинута на територію окупованої нацистами Польщі, щоб проводити тут диверсійні акції і боротися за незалежність. Серіал розповідає про протистояння польського підпілля і німецьких спецслужб на тлі повсякденного життя жителів окупованої Варшави.

## Актори
- Ян Вєчорковський — Владислав Конарський
- Якуб Весоловський — Міхал Конарський
- Антоні Павліцький — Ян Маркєвіч
- Мацей Закосьцельний — Броніслав Войцєховський
- Крист'ян Вечорек — майор Мартін Гальбе
- Пйотр Адамчик — оберштурмбанфюрер Ларс Райнер
- Мая Осташевська — Ванда Ришковська, наречена Бронека (1-й сезон)
- Маґдалена Ружчка — Ванда Ришковська, наречена Бронека (від 2-го сезону)
- Кароліна Ґорчица — Вікторя Рудніцька, наречена Владека
- Аґнєшка Вєндлоха — Лена Сайковська — Маркєвіч, дружина Янка
- Ян Енґлерт — майор Чеслав Конарський, батько Владека і Міхала, чоловік Марії
- Катажина Ґнєвковська — лікар Марія Конарська
- Лукаш Конопка — Кароль Ришковський, капітан УБ
- Пйотр Журавський — Ромек Сайковський, брат Лени
- Адам Вороновіч — полковник УБ Леон Васілевський
- Даніель Ольбрихський — керівник групи
- Анна-Марія Бучек — ув'язнена в'язниці Павяка

## Епізоди
- (1) Стриб
- (2) На польській землі
- (3) Розподіл
- (4) Присяга
- (5) Друк Третього Рейху
- (6) Павяк
- (7) Великдень '41
- (8) Відплата
- (9) Теорія відносності
- (10) Зустрічі
- (11) Шановний пан Гестапо
- (12) Арійська сторінка
- (13) Владек

## Критика
Український політик Микола Томенко заявив, що замість того аби показати справжню та непросту історію україно-польських відносин, державний телеканал UA: Перший, що фінансуються державою, пропагує виключно польський погляд на історію україно-польських відносин як показано у серіалі.

## Українське двоголосе закадрове озвучення
Українською мовою озвучено компанією Кіт на замовлення UA:Перший
Ролі озвучували: Михайло Войчук та Наталя Романько-Кисельова